# Otolemur
Otolemur és un gènere de primats de la família dels galàgids del subordre dels estrepsirrins. Aquesta espècie es pot trobar en una zona que abasta el sud i l'est del continent africà, la subespècie O.c. kirkii es troba principalment a Moçambic i l'O.c. crassicaudatus a Moçambic, Zambia i Tanzania.

## Classificació
- Gènere Otolemur
  - Gàlag argentat (Otolemur monteiri)
    - Otolemur monteiri argentatus
    - Otolemur monteiri monteiri

  - Gàlag de cua gruixuda (Otolemur crassicaudatus)
    - Otolemur crassicaudatus crassicaudatus
    - Otolemur crassicaudatus kirkii

  - Gàlag de Garnett (Otolemur garnettii)
    - Otolemur garnettii garnettii
    - Otolemur garnettii kikuyuensis
    - Otolemur garnettii lasiotis
    - Otolemur garnettii panganiensis